# Konstanty Leonowicz
Konstanty Leonowicz (ur. 16 września 1923 w Wiłkomierzu, zm. 18 maja 2021 w Gdańsku) – polski specjalista chorób wewnętrznych, prof. dr hab.

## Życiorys
Studia lekarskie ukończył w 1952 roku w Akademii Medycznej w Gdańsku.
W roku 1958 obronił pracę doktorską, następnie w roku 1971 uzyskał stopień doktora habilitowanego. 20 marca 1990 nadano mu tytuł profesora w zakresie nauk medycznych. 
Był związany zawodowo ze swoją rodzimą uczelnią i w latach 1961-1972 zajmował stanowiska asystenta, st. asystenta i adiunkta. Od 1972 docent w II Klinice Chorób Wewnętrznych, a  
następnie został zatrudniony na stanowisku kierownika w I Klinice Chorób Serca Instytutu Kardiologii. Od 1978 roku najpierw zastępca dyrektora, a potem dyrektor w Instytucie Chorób Wewnętrznych Akademii Medycznej w Gdańsku.
Zmarł 18 maja 2021.

## Odznaczenia
- 1984: Medal 40-lecia Polski Ludowej[1]
- 1981: Krzyż Kawalerski Orderu Odrodzenia Polski[1]
- 1981: Medal Zasłużony Akademii Medycznej w Gdańsku[1]
- 1974: Złoty Krzyż Zasługi[1]
- 1946: Medal Zwycięstwa i Wolności[1]